# Phasianus
Phasianus es un género de aves galliformes de la familia Phasianidae conocidas vulgarmente como faisanes. Son originarias de Asia aunque han sido introducidas en otros continentes. Incorporadas a Europa a comienzos del siglo XVI, momento a partir del cual los faisanes fueron sometidos a diversos cruzamientos con otras variedades de diverso e indeterminado origen, y que dieron lugar a la formación del tipo de faisanes que es posible observar en la actualidad en todos los países del continente.[cita requerida] Se adaptaron en muchas zonas, reproduciéndose bien en cautiverio. Habitan en campos, o en las riberas de los ríos, o matorrales. Miden entre 50 a 90 cm.
En España, la difusión del faisán como elemento de la caza menor está cobrando gran importancia, aunque como es natural, no se le puede comparar con otros faisánidos como la codorniz o la perdiz roja; no obstante, es posible encontrar importantes cotos de caza de faisanes en las zonas centro y sur de la península.[cita requerida]
Los faisanes no son aves particularmente prolíficas y este es uno de los motivos que explica la necesidad de cuidado y atención que requieren para poder reproducirse en la situación de semi-cautiverio en que se encuentran en algunos vedados, siempre bajo la atención de los guardabosques.[cita requerida]

## Especies
De acuerdo a las clasificaciones de la Taxonomía de Clements, el género agrupa las siguientes dos especies:
- Phasianus colchicus, originaria de Asia, pero con distribución actualmente en varios puntos del planeta donde ha sido introducida, principalmente con fines cinegéticos.
- Phasianus versicolor, endémica de Japón, país donde además se considera ave nacional.[2]

## Etimología
Tanto los nombres del género, familia, como el nombre vulgar —Phasianus, Phasianidae, faisán— tienen su origen en el río Phasis, donde Jasón y los Argonautas nombraron por primera a estas aves y en donde, según la tradición, fueron capturadas para ser introducidas en numerosos territorios posteriormente. Así, en el siglo XII aparece en Francia la palabra fesan, origen de todos los nombre europeos de los faisanes.